# Proliga
A Proliga é o Segundo escalão do basquetebol de Portugal. Competição organizada pela Federação Portuguesa de Basquetebol. Começou a ser disputado todos os anos desde a época 2003–04, substituindo o Campeonato Nacional da 1ª Divisão. Em 2013–14 o antigo Campeonato Nacional da 1ª Divisão (agora Terceiro escalão) retomou novamente a ser disputado em paralelo com a Proliga (Segundo escalão).

## Histórico de campeonatos
| Época   | Final            | Final         | Final             |
| Época   | Campeão          | Resultado     | Finalista Vencido |
| ------- | ---------------- | ------------- | ----------------- |
| 2024–25 | SC Vasco da Gama | 2–1           | CB de Queluz      |
| 2023–24 | CA Queluz        | 2–0           | Galitos           |
| 2022–23 | AD Galomar       | 2–0           | Portimonense      |
| 2021–22 | CP Esgueira      | 2–0           | AD Galomar        |
| 2020–21 | CD Povoa         | 65–59         | Illiabum Clube    |
| 2019–20 | Não Disputado    | Não Disputado | Não Disputado     |
| 2018–19 | Barreirense      | 2–0           | Maia              |
| 2017–18 | Imortal Basket   | 2–1           | CP Esgueira       |
| 2016–17 | Terceira Basket  | 2–0           | Barreirense       |
| 2015–16 | Illiabum Clube   | 2–1           | Atlético CP       |
| 2014–15 | Dragon Force     | 3–0           | Eléctrico FC      |
| 2013–14 | Dragon Force     | 2–0           | Illiabum Clube    |
| 2012–13 | UD Oliveirense   | 3–1           | Maia BC           |
| 2011–12 | Algés e Dafundo  | 3–0           | Física Torres     |
| 2010–11 | Terceira Basket  | 3–2           | BC Barcelos       |
| 2009–10 | SC Lusitânia     | 3–2           | CB Penafiel       |
| 2008–09 | Illiabum Clube   | 3–1           | Sampaense         |
| 2007–08 | Física Torres    | 3–1           | Vitória SC        |
| 2006–07 | Vitória SC       | 3–0           | Sampaense         |
| 2005–06 | Sampaense        | 3–1           | CP Esgueira       |
| 2004–05 | Sampaense        | 3–1           | Basket Almada     |
| 2003–04 | Sampaense        | 3–0           | Sangalhos DC      |

### Títulos da Proliga
| Clube                | Títulos | Épocas                    |
| -------------------- | ------- | ------------------------- |
| Sampaense            | 3       | 2003/04; 2004/05; 2005/06 |
| Terceira Basket      | 2       | 2010/11; 2016/17          |
| Illiabum Clube       | 2       | 2008/09; 2015/16          |
| Dragon Force         | 2       | 2013/14; 2014/15          |
| SC Vasco da Gama     | 1       | 2024/25                   |
| Vitória SC           | 1       | 2006/07                   |
| Física Torres Vedras | 1       | 2007/08                   |
| SC Lusitânia         | 1       | 2009/10                   |
| Algés e Dafundo      | 1       | 2011/12                   |
| UD Oliveirense       | 1       | 2012/13                   |
| Imortal Basket       | 1       | 2017/18                   |
| Barreirense          | 1       | 2018/19                   |
| CD Povoa             | 1       | 2020/21                   |
| CP Esgueira          | 1       | 2021/22                   |
| AD Galomar           | 1       | 2022/23                   |
| CA Queluz            | 1       | 2023/24                   |